# 完璧超人
- キン肉マン > 完璧超人
- キン肉マンII世 > 完璧超人

完璧超人（パーフェクトちょうじん、アニメ『キン肉マン』では「かんぺきちょうじん」）は、ゆでたまごの漫画『キン肉マン』およびその続編『キン肉マンII世』に登場する架空の勢力。

## 概要
高いエリート意識を備えると同時に善悪や感情を超越した精神と完璧なる強さと思想を身に付けた、超人の中で最も神に近い存在であると自負している（超人の神からも近い域にいると認知されていた）。『キン肉マン』夢の超人タッグ編において正義超人、残虐超人、悪魔超人に続く第四勢力として初登場した。
太古の時代、力などの強弱・優劣が原因で醜い争いを繰り返していた超人たちを神々が絶滅の光「カピラリア七光線」で粛清しようとした際、慈悲の神（ザ・マン、後の超人閻魔）がその座と引き換えに生き残りを許した10名の完璧超人始祖（パーフェクトオリジン）を起源とする由緒正しき超人属性。そのため神に認められた超人を祖とする自分たち以外の超人を「下等超人」と呼び見下すなど選民意識が高い。また「種に交われば種にあらず」という格言を持ち、他の属性と関わろうとせず種としての誇りを重んじる。本拠地は聖なる完璧の山（モン＝サン＝パルフェ）の異名を持つ超人墓場。当初はネプチューン・キングが完璧超人首領とされていたが、「完璧超人始祖編」にてネプチューン・キングは大幹部の1人ではあるが先遣部隊に過ぎないとされ、完璧超人の本隊を名乗る真の完璧超人（リアル・パーフェクトちょうじん）により構成される完璧・無量大数軍（パーフェクト・ラージナンバーズ）が登場する。
一般超人よりはるかに高い超人強度を持ち、一切の汚点も妥協も許さない完璧主義者が多く、「絶対に負けてはならない」「凶器を使わない」「逃走、後退による背中への傷は許されない」などの厳しい鉄の掟を自らに課している。またネプチューン・キングの教えではタイトルを「弱者のシンボル」と見ており、原則として持たない。掟を破った際は死をもって責任を取ることになる。敗戦を免れない場合はとどめを刺される前に自害するのも掟の一つとされ、そのために爆薬入りのカプセルを全員が携帯しており、カプセルを飲み込んで自爆することで仲間に自分の敗北を知らせる（これを「人狼煙（ひとのろし）」と称する）。これらは主に「夢の超人タッグ編」に登場した完璧超人が提唱していた掟だが、無量大数軍にも「敗北した者には死を」という掟が存在する。また、ザ・マン（超人閻魔）が厳選した超人である完璧超人始祖や無量大数軍はその力を分け与えられ不老長寿となっており、無量大数軍は負けるまで生き続ける宿命を持つ。
無量大数軍や始祖は規律に厳しく相手の弱点を突く行為や試合外の虐殺を否定しているが、ヘル・ミッショネルズはモンゴルマンの金網恐怖症を利用したり、サンシャインを試合外で虐殺している。
完璧超人同士のタッグはたとえ組むのが初めてでも阿吽の呼吸など必要ないほどの強さを発揮する。また、『キン肉マンII世』では、タッグ戦は正義超人のようなコンビネーションの概念はなく、一人一人が100の力で圧倒しどんな窮地にたたれても、自力で乗り越えるという矜持が語られる。
以上のように、超人としての一つの理想を持った集団であったが、ネプチューン・キングの地球支配の野心や完璧とは名ばかりの心の卑しい者が多数出現し始めるようになる。宇宙超人タッグ・トーナメントにおける首領格のネプチューン・キングとネプチューンマンの敗北により完璧超人は没落していき、『キン肉マンII世』では「下等超人」と呼び蔑んでいた悪魔超人や残虐超人たちと共に悪行超人組織d.M.p（デーモン・メイキング・プラント）として徒党を組むにまで至っている。
『キン肉マンII世』第二部「究極の超人タッグ編」では、喧嘩男ことネプチューンマンが再び完璧超人に戻り、完璧超人界復活を目指した。

## 『キン肉マン』に登場する完璧超人
完璧超人は基本的に全員平等とされる。超人閻魔、完璧超人始祖および無量大数軍などはあくまで役割であり、階級ではない。
- 超人閻魔

完璧超人の開祖であり、超人墓場の長。

### 一般の完璧超人
- ネプチューン・キング / ビッグ・ザ・武道

10万年以上昔、あり余る強さを持ちながら誰からも認められず世間から抹殺された超人。同じく世間から見放された弟子たちを天上界に集め修行を行っていた。元無量大数軍の一員『完傑』だったが除名処分となり、独自の勢力を作り上げて、独断で地上侵攻を企てる。完璧超人全てを自らの弟子のように語っていたが、後に勝手に吹聴していただけだったと語られた。マスクの中の素顔は、ミイラのような老人だったことが判明する。
- ネプチューンマン

元は喧嘩男（ケンカマン）。三属性超人不可侵条約締結式に出席した完璧超人の代表者で、正義超人軍に加勢したこともある。完璧超人の掟の変革を唱え始めたネプチューンマンを含めた主流派は、無量大数軍により一掃されている。
- ジ・オメガマン

キン肉マンスーパー・フェニックス率いる知性チームのメンバー。超人を狩る「超人ハンター」であり、超人閻魔に雇われネプチューンマンを追っている。アニメでは、超人閻魔は邪悪な神々の黒幕という設定のため、フェニックスとは対等の立場だった。
- グレート・ハリケーン
- キャッチマン
- フィッシングマン
- アモイマン
- ザ・ターボマン

一度死んだネプチューンマンを蘇らせた情に厚い超人たち。『キン肉マン』では3人だけだったが、『キン肉マンII世 究極の超人タッグ編』ではアモイマンとザ・ターボマンも追加されており、自分たちの全ての超人パワーを使って完璧超人に伝わる超人復活術を施したと語られている。
- カンデラマン
- コンバットマン
- ビッグ・ラジアル
- 木木人
- テール・ランプ
- スプレー魔人
- ダイヤマン
- マグニチュードIマン
- サイボーグ・キッド
- ミスター・アキレス
- アーム・ストロング
- ミスターアメリカン
- ミロスマン

### 完璧・無量大数軍（パーフェクト・ラージナンバーズ）
「キン肉星王位争奪編」から1年半後、地球に襲来した完璧超人の一派。一般の完璧超人から選抜され、自らを「エリート中のエリート」「真の完璧超人」「完璧超人の本隊」と称する。その役割は超人閻魔を護る「閻魔直属親衛隊」 で、この世の危機が訪れた時に命令を受け治安維持のために闘うのを主な任務としている。最古参であるグリムリパーとストロング・ザ・武道の2人によって作られた。ネプチューンマンの代表権を認めず、三属性超人不可侵条約の撤回を要求、正義超人軍との全面対抗戦を開始したが、悪魔超人軍の乱入により三つ巴の抗争となった。下記は対抗戦の参加メンバーと脱退者（括弧内は各人の異名）。
第1次対抗戦参加者
- ストロング・ザ・武道（完武・かんぶ）
- ダルメシマン（完牙・かんげ）
- ターボメン（完遂・かんすい）
- クラッシュマン（完掌・かんしょう）
- マックス・ラジアル（完裂・かんれつ）
- ピークア・ブー（完恐・かんきょう）
- マーリンマン（完刺・かんし）

第2次対抗戦参加者
- ターボメン（完遂・かんすい）
- クラッシュマン（完掌・かんしょう）
- ネメシス（完肉・かんにく）
- ポーラマン（完力・かんりき）
- ジャック・チー（完流・かんりゅう）
- グリムリパー（完幻・かんげん）
- マーベラス（完昇・かんしょう）

新加入者
- スクリュー・キッド（完抉・かんけつ）
- ケンダマン（完球・かんきゅう）

脱退者
- ネプチューンマン（完狩・かんしゅ）
- ビッグ・ザ・武道 / ネプチューン・キング（完傑・かんけつ）

### 完璧超人始祖（パーフェクト・オリジン）
太古の昔、神々による大粛清の際に神の座を捨てて最初の完璧超人始祖となった零式および、救済された壱式から拾式までの10人の選りすぐりの超人たち。
完璧を極めた始祖たちに「負けたら自害」などの掟は適用されない。それは一般の完璧超人を真の完璧に近づけるための教育的ルールに過ぎないからである。代わりに課せられたのは「自分（始祖）たち以外の超人が絶滅したら自害」という管理者としてのルールである。名実ともに神に最も近い存在とされ、超人墓場から世界を監視している。また、地上の超人の中に稀に生まれる限界を超えた力を持つ「イレギュラー」を監察対象としており、認めるところのあるイレギュラーは完璧超人に引き上げても良いという考えの下、その存在を容認してきた。
ザ・マンを除く各始祖たちは「絶対の神器」と呼ばれるダンベルを所有している。この世から全ての超人という種が失われた場合、もしくは超人という種が成熟を果たしたと全ての始祖が認めた場合、ダンベルを超人閻魔の部屋にある文字盤「ビギニングストーン（起こりの石版）」のくぼみに10個全てはめ込むことで、超人閻魔および完璧超人始祖はこの世から消滅する定めとなっていたが、サイコマンが昔に自分だけが消滅するようにシステムを作り変えていた。
オメガ・ケンタウリの六槍客編でジャスティスマンの口から、ザ・マンが弟子たちと共に「完璧超人始祖」を組織したのは、世界の秩序を守るだけで無く、ザ・マンがいずれ予見していた、億年単位で訪れる、調和の神たち「超人滅亡派の神々」による活動による危機を想定して、それに対抗する為に、彼が考えうる最強の戦力として育て上げる事が最大の理由であると語られた。
全ての超人たちの始まりということで、完璧超人始祖はヒーローの原点である「○○マン」という名前で統一されている。
- 完璧・零式 ザ・マン / 超人閻魔（ストロング・ザ・武道の正体）
- 完璧・壱式 ゴールドマン / 悪魔将軍 - 天のダンベル
- 完璧・弐式 シルバーマン - 地のダンベル
- 完璧・参式 ミラージュマン - 氷のダンベル
- 完璧・肆式 アビスマン - 焔のダンベル
- 完璧・伍式 ペインマン - 風のダンベル
- 完璧・陸式 ジャスティスマン - 光のダンベル
- 完璧・漆式 ガンマン - 土のダンベル
- 完璧・捌式 シングマン - 星のダンベル
- 完璧・玖式 カラスマン - 闇のダンベル
- 完璧・拾式 サイコマン（グリムリパーの正体） - 雷のダンベル

完璧・壱式（ゴールドマン）と完璧・弐式（シルバーマン）は自分たちを救ったザ・マンとの理想の相違の末、地上へと下野しており、現在超人墓場にて世界の監視にあたっているのは2人を除く9人。

## 『キン肉マンII世』に登場する完璧超人

### d.M.p 完璧超人軍
- 麒麟男（キリンマン）
- ネプチューン・キング

d.M.p創立時のメンバー。

### 『キン肉マンII世 究極の超人タッグ編』に登場する完璧超人
- ネプチューンマン

正義超人として生きていたが、究極の超人タッグ戦が開催されて再び完璧超人となる。その後、正義超人に戻った。
- セイウチン

元は正義超人だが、ネプチューンマンに勧誘され完璧超人となる。その後、再び正義超人に戻った。
- マンモスマン

本来の歴史とは違い、（ウォーズマンに起こされたことで）正義超人として登場したが、戦いの中で完璧超人に寝返る。さらにネプチューンマンにも失望して、「絶対的な知性」を唱える謎のフード姿の男の下へ去る。

## 関連事項
聖なる完璧の山（モン＝サン＝パルフェ）
超人墓場の別名であり、北極海付近に存在する完璧超人の本拠地。
完璧の塔（トゥール＝パルフェ）
イタリアのピサの斜塔が立っている場所にかつてそびえ立っていた完璧超人の総本山。完璧超人始祖が最初に集まり特訓を始めた聖地でもある。彼らが他属性の超人との接触を避けるために超人墓場に潜る際、その痕跡を消すために解体され、数億年後にその土地に住み始めた人間たちが完璧の塔に似せたピサの斜塔を築いたが、斜めに傾いているのはガンマンいわく人間や下等超人の不完全さの象徴だという。
サグラダ・ファミリア
完璧超人始祖に関する重要な秘密があるとされる場所。完璧超人始祖たちは、むやみに荒らさせないためにこの地に住み始めた人間たちに啓示を与えて、永遠に完成しない教会を建てさせた。
この地下には最初に発見された、いわばオリジナルのアポロン・ウィンドウが存在しており、ここでサイコマンはマグネット・パワーを発見し、研究を続けた結果「禁断の石臼」を完成させた。
また、太古から秘密に気付いて荒らしに来た超人たちを始末するための処刑（キリング）リングも存在する。
完璧の巨像（パーフェクト・ジャイアント）
かつての完璧超人繁栄の証のひとつであり、ザ・マン（現・超人閻魔）の偉業を称えて建造された巨人像。古代の完璧超人たちは世界各所にこの像を建て、その前で超人レスリングを行っていた。地球の開闢以来初のコンクリート像であり、驚異の粘着力を誇る特殊素材「コンプリートコンクリート（完全なる人工石）」でできている。現在では完璧の塔同様に痕跡を消すためにシングマンによって破壊されており、ロドス島の巨像はその名残りとされる。ニューヨークの自由の女神も完璧の巨像の記憶をもとに造られたものだが、人間の雑念が混入したために本来の像とは似つも似つかぬ女神像となったという。
ゴールデンキャッスル
超人墓場から出奔したゴールドマンが地上の超人をまとめ上げるために本拠として作った道場であり、悪魔超人の始まりの地でもある。京都の金閣寺が建てられているあたりに存在していた。
シルバーキャッスル
ゴールドマンを追って超人墓場から出奔したシルバーマンが開いた道場であり、正義超人の始まりの地。京都の銀閣寺は、その地に後から建てられた不完全な跡地だとされる。
許されざる世界樹（アンフォーギブン・ユグドラシル）
超人オリンピックの会場にして正義超人にとっての聖地である国立競技場に、数億年前から自生し続けていた巨大なサイフォン型の樹。太古のカピラリア大災害の際、カピラリア七光線を通さない素材のために、この地に暮らしていた超人たちが助かったという伝説があると委員長の台詞から判明した。大災害後、難を逃れた超人たちはその中のサイフォンリングで特訓し勢力を伸ばしていった。完璧超人始祖も始めは干渉せずその様子を静観していたが、一部の力をつけた超人が弱い超人を虐げ始めたために完璧超人始祖の逆鱗に触れ、初めての粛清が行われることとなった。

## 補足
- 漫画やアニメのキャラクターなどに対し、多方面に優れた才能を発揮し非の打ち所が無い者を指して「完璧超人」と表現されることがある。『あずまんが大王』の美浜ちよ、『ハヤテのごとく!』の桂ヒナギク、『バリハケン』の靴木白唐など。